# Kamen Rider Agito
'Kamen Rider Kuuga' 'Kamen Rider Ryuki'
Kamen Rider Agito (仮面ライダーアギト, Kamen Raidā Agito, "Rider Masqué Agito"/"Rider Masqué ΑGITΩ") est une série télévisée japonaise de style tokusatsu. Elle célèbre (subtilement) les 30 ans de la franchise Kamen Rider commencée en 1971. Elle est coproduite par Toei, TV Asahi et Ishimori Productions. Diffusée à la suite de Kamen Rider Kuuga du 28 janvier 2001 au 27 janvier 2002 sur TV Asahi, elle compte 51 épisodes et 1 téléfilm. Elle est dérivée en 1 film, et une vidéo spéciale du magazine Televi-kun lui est consacrée. Elle sera suivie par Kamen Rider Ryuki après sa conclusion.

## Histoire
Un homme appelé Shouichi Tsugami a perdu sa mémoire. Il ne sait plus qui il est, d'où il vient ni comment il est arrivé là où il est. Tsugami, sans raison apparente, se transforme en un super-héros nommé Agito, lorsqu'il se trouve près de créatures que la police appelle les "Unknown", une race de monstres surpuissants qui tuent les habitants de Tokyo, ciblant certaines personnes comme leurs proies. Pour combattre cette menace, la police sort son arme secrète : l'armure de combat G3, développée à l'origine pour combattre les "créatures non identifiés", les ennemis du numéro 4 (Kamen Rider Kuuga). G3 et Agito ne savent pas s'ils doivent s'allier et combattre les Unknown ensemble ou se combattre l'un l'autre. D'autres interrogations viennent s'ajouter la dessus avec l'arrivée de Kamen Rider Gills, qui cherche à comprendre pourquoi son père s'est suicidé.

## Riders
Kamen Rider Agito introduit un élément nouveau qu'on retrouvera dans les séries suivantes de la franchise : la présence de Kamen Riders en plus de ceux principaux. La différence entre ceux-ci et Kamen Rider 2 de la série originale, et Riderman de V3, sont que cette fois, ne sont pas considérés comme personnages principaux, ShadowMoon de BLACK et BLACK RX. Par conséquent, c'est également cette série qui a introduit la tradition de faire s'affronter entre eux au moins une fois ses Riders principaux, que ce soit parce que l'un d'eux a perdu le contrôle de ses pouvoirs ou à la suite d'un quiproquo malencontreux, comme lorsque Gills prend Agito pour l'assassin de sa petite amie.
Les Kamen Riders de la série sont ainsi :
- Kamen Rider Agito
- Kamen Rider Gills
- Kamen Rider G3
- Kamen Rider Another Agito
- Kamen Rider G3 Mild

Les trois premiers Riders incarnent les trois types de Riders: le Rider mystique pour Kamen Rider Agito dont l'armure est une version améliorée de celle de Kamen Rider Kuuga, le Rider organique pour Gills et le Rider technologique pour G3.
Le film dérivé de la série PROJECT G4, introduit le concept de MOVIE Rider, avec Kamen Rider G4.
Outre ceux-ci, des pseudo-Riders, tel ShadowMoon dans BLACK et BLACK RX, font leur apparition :
- V-1
- Agito (Yukina Sawaki)
- Agito (Hiroki Kunieda)
- Agito (Kana Okamura)

## Les Lords
Les Lords (ロード, Rōdo) sont les principaux ennemis d'Agito, que la police appelle les Unknown (アンノウン, Announ) pour les distinguer des créatures non identifiées (la tribu des Gurongi) qui ont attaqué l'humanité il y a deux ans. Les Lords sont un groupe de puissants disciples qui obéissent au OverLord, qui les a créés à partir de son corps. Toute la tribu est divisée en espèces animales. Ils sont normalement humanoïdes avec la tête d'un animal, certains ayant des armes. Tous ont une protubérance en forme d'ailes qui sort de leurs épaules, voulant peut-être dire qu'ils sont des anges ou des messagers divins.

## Média Dérivés
- Film : Kamen Rider Agito, Le Film : PROJECT G4 (劇場版 仮面ライダーアギト PROJECT G4, Gekijōban, Kamen Raidā Agito : Purojekuto Jī-Fō?)

Sorti en salles le 22 septembre 2001,  PROJECT G4 est un double programme avec Hyakujuu Sentai Gaoranger, le Film : Rugissant, la Montagne de Feu, et en est le premier exemple de ce qui est aujourd'hui une tradition des cinéma japonais en été.
Shouichi rencontre une adolescente appelé Sayaka qui s'enfuit d'un complexe militaire à cause de l'attaque des Ant Lords. Sayaka possède un des différents pouvoirs d'Agito, celui de voir l'avenir. Risa Fukami, membre des FJA, veut utiliser ce pouvoir pour améliorer le nouveau G4 System, basé sur les plans volés d'Oozawa 3 mois plus tôt. Désormais, Agito et Gills doivent combattre les Ant Lords pendant que G3 et G4 règlent leurs comptes. Les évènements du film se déroulent entre les épisodes 41 et 42, mais l'introduction se déroule 3 mois auparavant, à la suite du TV Special.
Il s'agit de la première apparition d'Exceed Gills, Agito Shining Form et G4, et ce, avant même leur apparition dans le TV Special. Il s'agit aussi du premier film Kamen Rider avec une version Director's Cut, sorti le 9 août 2002, rajoutant 18 minutes à la version diffusée au cinéma.
- TV Special : Une Nouvelle Transformation (仮面ライダーアギトスペシャル 新たなる変身, Kamen Raidā Agito Supesharu : Aratanaru Henshin?)

Diffusé pour la première fois le 1er octobre 2001 (entre les épisodes 35 et 36, donc), le TV Special montre les trois Riders ainsi que G3 Mild et Agito Shining Form pour la première fois. Shouichi rencontre son professeur et ami puis combats un Unknown de nuit et atteint Burning Form avant de perdre le contrôle de soi. Puis son professeur l'aide à se contrôler. Les trois Riders vont ensuite combattre un Lord. Le spécial se termine avec une fille mystérieuse surveillant le projet G4. L'histoire continue dans le film.
Il y a une différence entre l'intrigue de la série et l'intrigue du spécial. Dans le spécial, Tōru Hōjō découvre la vérité sur l'identité de Shouichi en espionnant une conversation entre lui et son professeur en se cachant derrière une fenêtre. Dans la série, par contre, Hōjō piège Agito pendant qu'il fuit le lieu du combat et voir Agito redevenir Shouichi, ce qui lui permet de l'arrêter.
- VHS : Kamen Rider Agito : La Super Bataille Vidéo des 3 Riders (仮面ライダーアギト 3大ライダー超決戦ビデオ, Kamen Raidā Agito Sandai Raidā Chō Kessen Video?)

La Super Bataille Vidéo des 3 Riders est comme avec Kuuga l'année précédente, une VHS spéciale de Shogakukan ("ancêtre" des Hyper Battle Video) pour Agito. Telepi, la mascotte du Televi-Kun appelle les Kamen Riders Agito, G3 et Gills pour aider à vaincre plusieurs Lords qui ont envahi son monde mais il ne veut faire confiance qu'à "l'ultime Rider". La vidéo montre des coups finaux inédits pour les trois Riders. L'arme spécial de G3 pour la vidéo, l'Antares, a été ensuite intégrée dans la série TV.

## Casting
- Shouichi Tsugami (津上 翔一, Tsugami Shōichi?) : Toshiki Kashu (賀集 利樹, Kashū Toshiki?)
- Makoto Hikawa (氷川　誠, Hikawa Makoto?) : Jun Kaname (要　潤, Kaname Jun?)
- Ryō Ashihara (葦原 涼, Ashihara Ryō?) : Yūsuke Tomoi (友井 雄亮, Tomoi Yūsuke?)
- Mana Kazaya (風谷 真魚, Kazaya Mana?) : Rina Akiyama (秋山 莉奈, Akiyama Rina?)
- Sumiko Ozawa (小沢 澄子, Ozawa Sumiko?) : Tōko Fujita (藤田 瞳子, Fujita Tōko?)
- Tōru Hōjō (北條 透, Hōjō Tōru?) : Jun Yamasaki (山崎　潤, Yamasaki Jun?)
- Kaoru Kino (木野　薫, Kino Kaoru?) : Takanori Kikuchi (菊池 隆則, Kikuchi Takanori?)
- Tetsuya Sawaki (沢木 哲也, Sawaki Tetsuya?) : Atsushi Ogawa (小川 敦史, Ogawa Atsushi?)
- Jeune mystérieux (謎の青年, Nazo no Seinen?) : Rei Haneo (羽緒 レイ, Haneo Rei?)
- Garçon mystérieux (謎の少年, Nazo no Shōnen?, 5-8), Overlord de la Lumière/Agito : Ryunosuke Kamiki (神木 隆之介, Kamiki Ryūnosuke?)
- Kōji Kōno (河野 浩司, Kōno Kōji?) : Kazumasa Taguchi (田口 主将, Taguchi Kazumasa?)
- Takahiro Omuro (尾室 隆弘, Omuro Takahiro?) : Akiyoshi Shibata (柴田 明良, Shibata Akiyoshi?)
- Taichi Misugi (美杉 太一, Misugi Taichi?) : Tokimasa Tanabe (田辺 季正, Tokimasa Tanabe?)
- Kōji Majima (真島 浩二, Majima Kōji?) : Yoshikazu Kotani (小谷 嘉一, Kotani Yoshikazu?)
- Aki Sakaki (榊 亜紀, Sakaki Aki?) : Masako Sakuma (佐久間 雅子, Sakuma Masako?)
- Yoshihiko Misugi (美杉 義彦, Misugi Yoshihiko?) : Takeshi Masu (升 毅, Masu Takeshi?)
- Dr. Higashi Kunieda (国枝 東, Kunieda Higashi?, TVSP) : Masaki Kyomoto (京本 政樹, Kyōmoto Masaki?)
- Narration (ナレーション, Narēshon?) : Eiichiro Suzuki (鈴木 英一郎, Suzuki Eiichirō?)

### Casting de Projet G4
- Shiro Mizuki (水城 史朗, Mizuki Shirō?): Ryo Karato (唐渡 亮, Karato Ryō?)
- Risa Fukami (深海 理沙, Fukami Risa?): Maju Ozawa (小沢 真珠, Ozawa Maju?)
- Sayaka Kahara (加原 紗綾香, Kahara Sayaka?): Akane Kimura (木村 茜, Kimura Akane?)
- Rei Motoki (本木 レイ, Motoki Rei?): Rikiya Otaka (大高 力也, Ōtaka Rikiya?)
- Client du restaurent (ハンバーガーショップの客, Hanbāgā Shoppu no Kyaku?): Shunsuke Nakamura (中村 俊介, Nakamura Shunsuke?)
- Le père de Sayaka (紗綾香の父, Sayaka no Chichi?): Tsuyoshi Ujiki (うじき つよし, Ujiki Tsuyoshi?)
- La mère de Sayaka (紗綾香の母, Sayaka no Haha?): Noriko Watanabe (渡辺 典子, Watanabe Noriko?)
- Inspecteur Général MPD (警視総監, Keishi Sōkan?): Hiroshi Fujioka (藤岡 弘、, Fujioka Hiroshi,?, Cameo)

## Acteurs en costume
- Kamen Rider Agito : Seiji Takaiwa (高岩 成二, Takaiwa Seiji?)
- Kamen Rider G3/G3-X : Makoto Itō (伊藤 慎, Itō Makoto?)
- Kamen Rider Gills : Yoshifumi Oshikawa (押川 善文, Oshikawa Yoshifumi?)
- Another Agito : Masashi Shirai (白井 雅士, Shirai Masashi?)
- Kamen Rider G4, Kamen Rider G3 Mild : Jiro Okamoto (岡元 次郎, Okamoto Jirō?)